# Acropimpla hapaliae
Acropimpla hapaliae là một loài tò vò trong họ Ichneumonidae.